# Nyodes succincta
Nyodes succincta là một loài bướm đêm trong họ Noctuidae.